# Candona
Genre
Candona est un genre de crustacés de la classe des ostracodes, de la sous-classe des Podocopa, de l'ordre des Podocopida, du sous-ordre des Cypridocopina, de la super-famille des Cypridoidea, de la famille des Candonidae, de la sous-famille des Candoninae et de la tribu des Candonini.

## Liste des espèces
Selon Martens et al, 2011:
- Candona acuta Hoff, 1942: NA
- Candona acutula Delorme, 1967: NA
- Candona albida (Dana, 1849): NT (Cypris albida Dana, 1849)
- Candona alta Klie, 1939: PA
- Candona altoides Petkovski, 1961: PA
- Candona amanda Mazepova, 1982: PA
- Candona anceps Ekman, 1914: PA
- Candona angulata G.W. Müller, 1900: PA (syn.: Candona angulata meridionalis Petkovski, 1958)
- Candona aotearoa Chapman, 1963: AU
- Candona araucana Löffler, 1961: NT
- Candona arcuata Klie, 1932: PA
- Candona arenosa Mazepova, 1982: PA
- Candona aricauda Mikulič, 1961: PA
- Candona bertrandi (Margalef, 1958): PA (Typhlocypris bertrandi Margalef, 1958)
- Candona bimucronata Klie, 1937: PA
- Candona birsteini Mazepova, 1990: PA
- Candona bradyi Hartwig, 1898: PA
- Candona caledoniae Brady, 1910: PA
- Candona camelus Schornikov, 1966: PA
- Candona candida (O.F. Müller, 1776): NA, PA (Cypris candida O.F. Müller, 1776, syn.: Candona studeri Kaufmann, 1900 syn.: Candona candida var. humilis Ekman, 1914)
- Candona capsularis Klie, 1935: NT
- Candona claviformis (Brady & Norman, 1889): PA (Candona candida var. claviformis Brady & Norman, 1889)
- Candona cristatellav Klie, 1939: PA
- Candona crogmaniana Turner, 1894: NA
- Candona dadayiv G.W. Müller, 1912: PA (nom. nov. pro Candona reticulata Daday, 1897, non Hejjas, 1895)
- Candona dalmatina Petkovski, Scharf & Keyser, 2002: PA
- Candona decora Furtos, 1933: NA
- Candona dedelica Petkovski, 1969: PA
- Candona delawarensis Turner, 1894: NA
- Candona deltoides Mazepova, 1990: PA
- Candona demissa Mazepova, 1990: PA
- Candona depressa Klie, 1939: PA
- Candona diaphana Brady & Robertson, 1870: PA
- Candona directa Bronshtein, 1947: PA
- Candona dryschenkoy Mazepova, 1990: PA
- Candona dybowskii Mazepova, 1990: PA
- Candona elegans Bronshtein, 1928: PA
- Candona elongata Brady & Norman, 1889: PA
- Candona elpatiewskyi (Daday, 1906): PA (Eucandona elpatiewskyi Daday, 1906)
- Candona expansa Mikulič, 1961: PA
- Candona facetus Delorme, 1970: NA
- Candona falcata Alm, 1914: PA
- Candona fasciolata Petkovski, 1961: PA
- Candona flava Mazepova, 1984: PA
- Candona fluctigera Mazepova, 1990: PA
- Candona formosa Mikulič, 1961: PA
- Candona fossiliformis Mazepova, 1970: PA
- Candona fossulensis Hoff, 1942: NA
- Candona foviolata Dobbin, 1941: NA
- Candona godlewskii Mazepova, 1984: PA
- Candona goricensis Mikulič, 1961: PA
- Candona gracilenta Mazepova, 1990: PA
- Candona granulate Daday, 1893: PA
- Candona grizea Mazepova, 1982: PA
- Candona hadzistei Petkovski, Scharf & Keyser, 2002: PA
- Candona hartmanni Petkovski, 1969: PA
- Candona hoffi Ferguson, 1953: NA
- Candona holmesi Petkovski, 1960: PA
- Candona houghi Staplin, 1963: NA
- Candona humilis Bronshtein, 1947: PA
- Candona hungarica (Daday, 1900): PA (Eucandona hungarica Daday, 1900)
- Candona ikpikpukensis Swain, 1963: NA
- Candona improvisa Ostermeyer, 1937: PA (syn.: Candona devexa Kaufmann, 1900)
- Candona inaequivalvis Sars, 1899: PA
- Candona incarum (Moniez, 1889): NT (Cypris incarum Moniez, 1889)
- Candona indigena Hoff, 1942: NA
- Candona inexpecta Chapman, 1963: AU
- Candona inopinata Furtos, 1933: NA
- Candona insularis Mazepova, 1985: PA
- Candona intermedia Furtos, 1933: NA
- Candona intermedia Bronshtein, 1947: PA
- Candona intersita Mazepova, 1990: PA
- Candona ivanowi Mazepova, 1984: PA
- Candona jordeae Petkovski, Keyser & Scharf, 2002: PA
- Candona keiseri Bronshtein, 1929: PA
- Candona korjakovi Mazepova, 1982: PA
- Candona krochini Bronshtein, 1947: PA
- Candona laciniata Ekman, 1908: PA
- Candona lactea Baird, 1850: PA
- Candona lamakini Mazepova, 1990: PA
- Candona larvaeformis larvaeformis Bronshtein, 1947: PA
- Candona larvaeformisoida larvaeformisoida Mazepova, 1990: PA
- Candona larvaeformisoida minuta Mazepova 1990: PA
- Candona lepnevae Bronshtein, 1947: PA
- Candona limosa Mazepova, 1990: PA
- Candona limpida Mazepova, 1984: PA
- Candona lindneri Petkovski, 1969: PA (syn.: Candona lindneri carpathica Sywula, 1971, syn.: Candona neglecta var. tuberculata Lindner, 1923)
- Candona lingulata Cole, 1965: NA
- Candona litoralis Mikulič, 1961: PA
- Candona longiformis Mazepova, 1990: PA
- Candona longula Mazepova, 1985: PA
- Candona lucens (Baird, 1835): PA (Cypris lucens Baird, 1835)
- Candona lucida Petkovski, 1969: PA
- Candona lychnitis Petkovski, 1969: PA
- Candona macedonica Mikulič, 1961: PA
- Candona margaritana Mikulič, 1961: PA
- Candona marginata Klie, 1942: PA
- Candona marginatoides Petkovski, 1960: PA
- Candona media Klie, 1939: PA
- Candona meerfeldiana Scharf, 1983: PA
- Candona memoranda Mazepova, 1990: PA
- Candona microdorsoconcava Mazepova, 1984: PA
- Candona modesta Mazepova, 1984: PA
- Candona montenigrina Petkovski, 1961: PA
- Candona muelleri Hartwig, 1899: PA
- Candona muriformis Mazepova, 1984: PA
- Candona natronophila Petkovski, 1969: PA
- Candona neglecta Sars, 1887: PA (syn.: Candona vasconica Margalef, 1953, syn.: Candona scharfi Hahn, 1990)
- Candona nyensis Gutentag & Benson, 1962: PA
- Candona oblonga Sars, 1899: PA
- Candona ohioensis Furtos, 1933: NA
- Candona ohrida Holmes, 1937: PA
- Candona orbiculata Mazepova, 1990: PA
- Candona ovalis Mikulič, 1961: PA
- Candona paionica minor Petkovski, 1960: PA
- Candona paionica paionica Petkovski, 1958: PA
- Candona paloskii Petkovski, Scharf & Keyser, 2002: PA
- Candona paraohioensis Staplin, 1963: NA
- Candona parva Daday, 1905: NT
- Candona parvula Mikulič, 1961 : PA
- Candona pedropalensis Méhes, 1914: NT
- Candona peircei Turner, 1895: NA (syn.: Candona eriensis Furtos, 1933)
- Candona picta Mazepova, 1990: PA
- Candona prava Mazepova, 1984: PA
- Candona procera Mazepova, 1982: PA
- Candona quadrata Alm, 1914: PA
- Candona quasiincavum Karanovic & Datry, 2009: NT
- Candona rara Mazepova, 1990: PA
- Candona reflexa Sharpe, 1897:  NA
- Candona reticauda Sharpe, 1897: NA
- Candona rupestris dissona Mazepova, 1990: PA
- Candona rupestris rupestris Bronshtein, 1947: PA
- Candona sanociensis Sywula, 1971: PA (syn.: Candona dancanui Danielopol, 1973)
- Candona schweyeri Schornikov, 1964: PA
- Candona semilunaris dignitosa Mazepova, 1990: PA
- Candona semilunaris semilunaris Bronshtein, 1930: PA
- Candona sensibilis profunda Mazepova, 1990: PA
- Candona sensibilis sensibilis Bronshtein, 1947: PA
- Candona sharpei Hoff, 1942: NA
- Candona sibirica G.W. Müller, 1912: PA
- Candona sigmoides Sharpe, 1897: NA (syn.: Candona scopulosa Furtos, 1933)
- Candona simpsoni Sharpe, 1897: NA
- Candona sinaidae Mazepova, 1990: PA
- Candona spicata Mazepova, 1982: PA
- Candona stankovici Mazepova, 1990: PA
- Candona strumicae Petkovski, 1959: PA
- Candona subacuminata Delorme, 1970: NA
- Candona subgibba Sars, 1926: NA
- Candona sublitoralis Mikulič, 1961: PA
- Candona subtriangulata Benson & McDonald, 1963: NA
- Candona suburbana Hoff, 1942: NACandona tahoensis Ferguson, 1966: NA
- Candona thermalis (Daday, 1900): PA (Eucandona thermalis Daday, 1900)
- Candona thienemanni Klie, 1932: NA
- Candona trapeziformis Klie, 1939: PA
- Candona triangulata Klie, 1939: PA
- Candona truncata Furtos, 1933: NA
- Candona uliginosa Furtos, 1933: NA
- Candona unguiculata Bronshtein, 1930: PA
- Candona unimoda Mazepova, 1984: PA
- Candona uschunica Mazepova, 1990: PA
- Candona vidua Klie, 1942: PA
- Candona virgata Mazepova, 1985: PA
- Candona walukani Mazepova, 1984: PA
- Candona wasilievae Mazepova, 1990: PA
- Candona wedgewoodi Lowndes, 1932: PA
- Candona weltneri weltneri Hartwig, 1899: PA, NA (syn.: Candona weltneri obtusa G.W. Müller, 1900)
- Candona zetlandica (Brady, 1868): PA (Cytheridea zetlandica Brady, 1868)

légende: PA: Palaearctic  Region,  NA:  Nearctic  Region,  AT:  Afrotropical  Region,  NT:  Neotropical  Region,  OL:  Oriental  Region, AU: Australasian Region, ANT: Antarctic Region, PAC: Pacific Region and Oceanic Islands
Noms en synonymie
- Candona triquetra, un synonyme de Schellencandona triquetra